# Lange Gasse 30 (Quedlinburg)

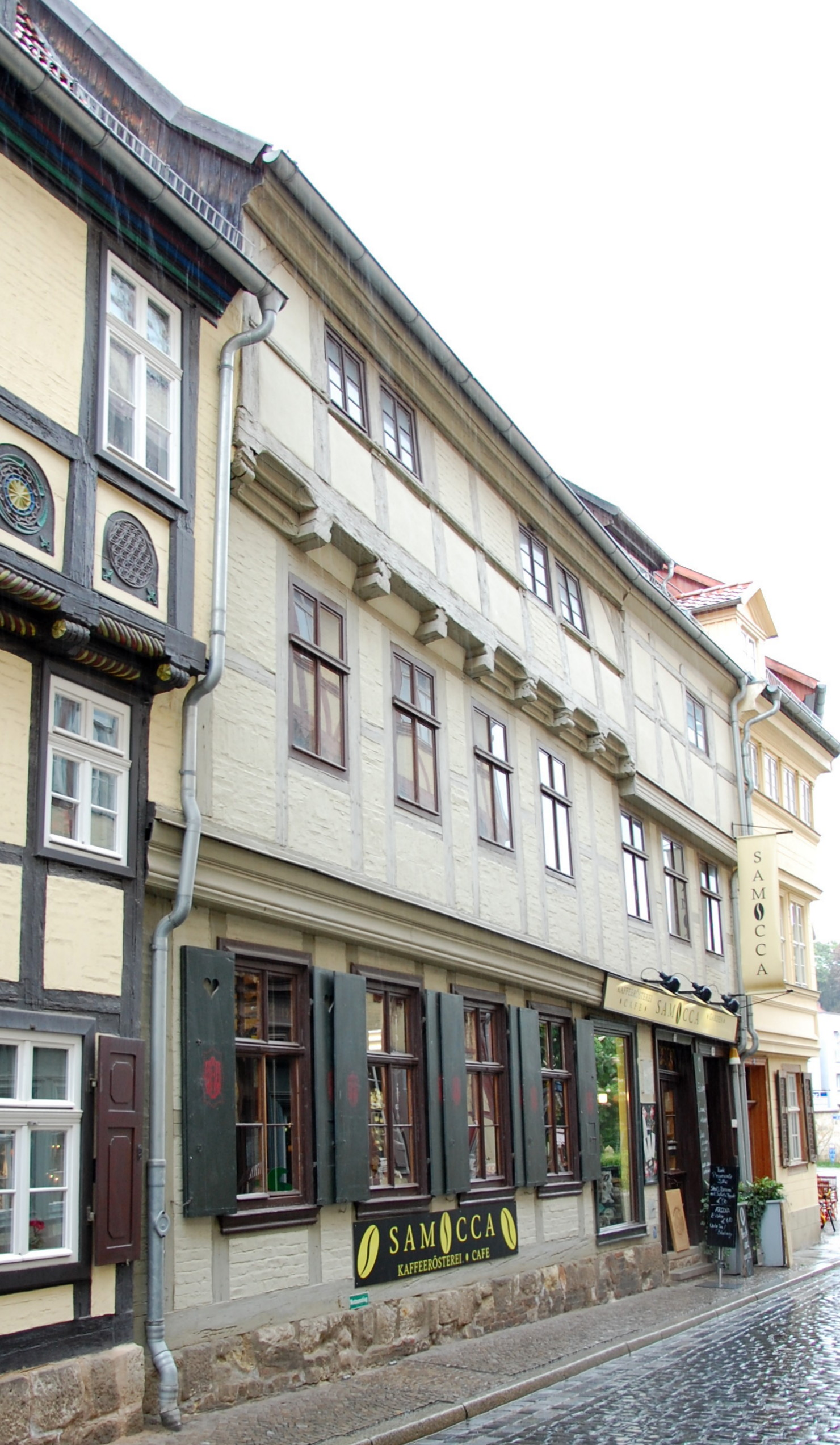
Haus Lange Gasse 30

Das Haus Lange Gasse 30 ist ein denkmalgeschütztes Gebäude in Quedlinburg in Sachsen-Anhalt.

## Lage
Das im Quedlinburger Denkmalverzeichnis als Wohnhaus eingetragene Gebäude befindet sich im nördlichen Teil des Quedlinburger Stadtteils Westendorf. Südlich grenzt das gleichfalls denkmalgeschützte Haus Lange Gasse 29, westlich das Haus Lange Gasse 31 an.

## Architektur und Geschichte
Das vorkragende dreigeschossige Fachwerkhaus entstand in der Zeit um 1570. Am Haus befand sich auch ein heute nicht mehr vorhandener zweigeschossiger Erker. Er erstreckte sich am südlichen Gebäudeteil über drei Felder. Etwa 1760 erfolgte ein Umbau des Hauses. Dabei erhielt das Gebäude im Erdgeschoss und im ersten Obergeschoss eine neue Fassade. Der Erker wurde dabei entfernt. Der nördliche Teil des Gebäudes, zuvor Teil des Hauses Lange Gasse 31, wurde wohl beim Umbau zugekauft und in das Haus eingegliedert. Es bestehen zwei nebeneinander liegende Haustüren. Die linke, südliche der beiden Türen ist im Stil der Neogotik gestaltet und stammt aus der Zeit um 1820/30.